# Bílá Lhota
Bílá Lhota (německy Weissöhlhütten) je obec v okrese Olomouc. Žije zde přibližně 1 200 obyvatel. Je rozdělena na části Bílá Lhota, Červená Lhota, Řimice, Hrabí, Pateřín, Hradečná, Trpín a Měník.

## Historie
První písemná zmínka o obci pochází z roku 1350.

## Obyvatelstvo

### Struktura
Vývoj počtu obyvatel za celou obec i za jeho jednotlivé části uvádí tabulka níže, ve které se zobrazuje i příslušnost jednotlivých částí k obci či následné odtržení.
| Místní části   | Místní části    | 1869 | 1880 | 1890 | 1900 | 1910 | 1921 | 1930 | 1950 | 1961 | 1970 | 1980 | 1991 | 2001 | 2011 |
| -------------- | --------------- | ---- | ---- | ---- | ---- | ---- | ---- | ---- | ---- | ---- | ---- | ---- | ---- | ---- | ---- |
| Počet obyvatel | část Bílá Lhota | 1852 | 1933 | 2004 | 2102 | 2041 | 2130 | 2046 | 1653 | 1705 | 1488 | 1295 | 1119 | 1117 | 1080 |
| Počet domů     | část Bílá Lhota | 226  | 289  | 317  | 338  | 350  | 358  | 416  | 448  | 442  | 427  | 389  | 426  | 437  | 450  |

## Obecní správa a politika
V letech 2004–2014 byla starostkou Alena Sedlářová, od roku 2014 funkci vykonává Jan Balcárek.

## Pamětihodnosti
- Zámek Bílá Lhota. V někdejším zámeckém parku – dnes arboretu Bílá Lhota – se mj. nachází cenný renesanční portál, přenesený sem ze zbořeného domu čp. 55 v Lošticích
- Kostel sv. Kateřiny, klasicistní z roku 1789
- Socha sv. Floriána – na návsi, z roku 1755 (?)
- Socha sv. Jana Nepomuckého – na návsi, dílo Jana Václava Sturmera z roku 1726. Podstavec zdobí znaky Markvarta Hochberga z Hennersdorfu a jeho manželky roz. Deblínové.
- Socha Olivetské hory – u kostela, dílo Cyrila Kutzera ze 40. let 19. století
- Kříž na návsi – z doby kolem roku 1800
- Kříž severně od obce – z roku 1811. Kříž stojí při staré cestě do Řimic na trojmezí katastrů Bílá Lhota, Červená Lhota a Měník.

## Osobnosti
- Quido Riedl (1878 – 1946), dendrolog

## Galerie

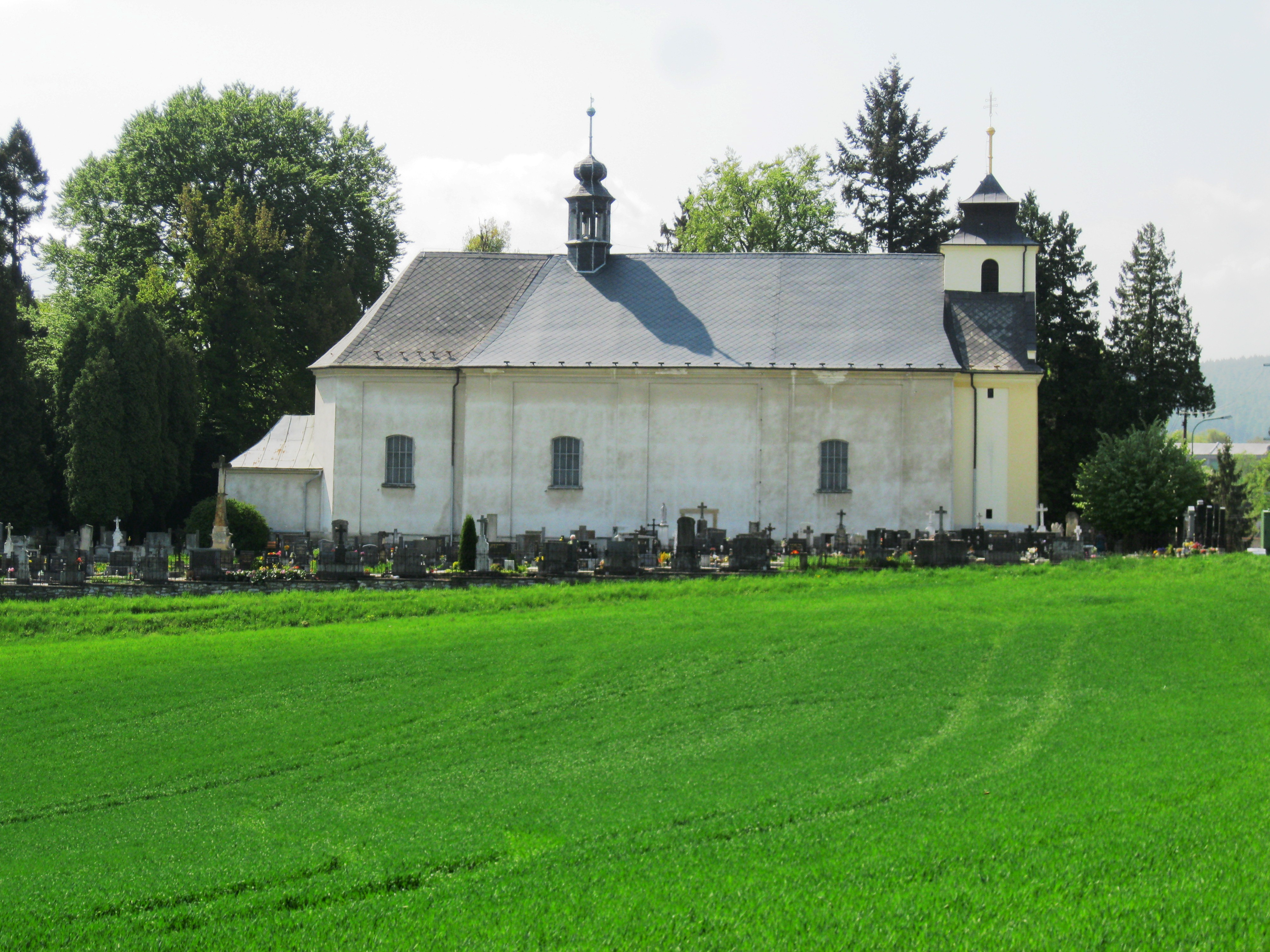
Kostel svaté Kateřiny Alexandrijské
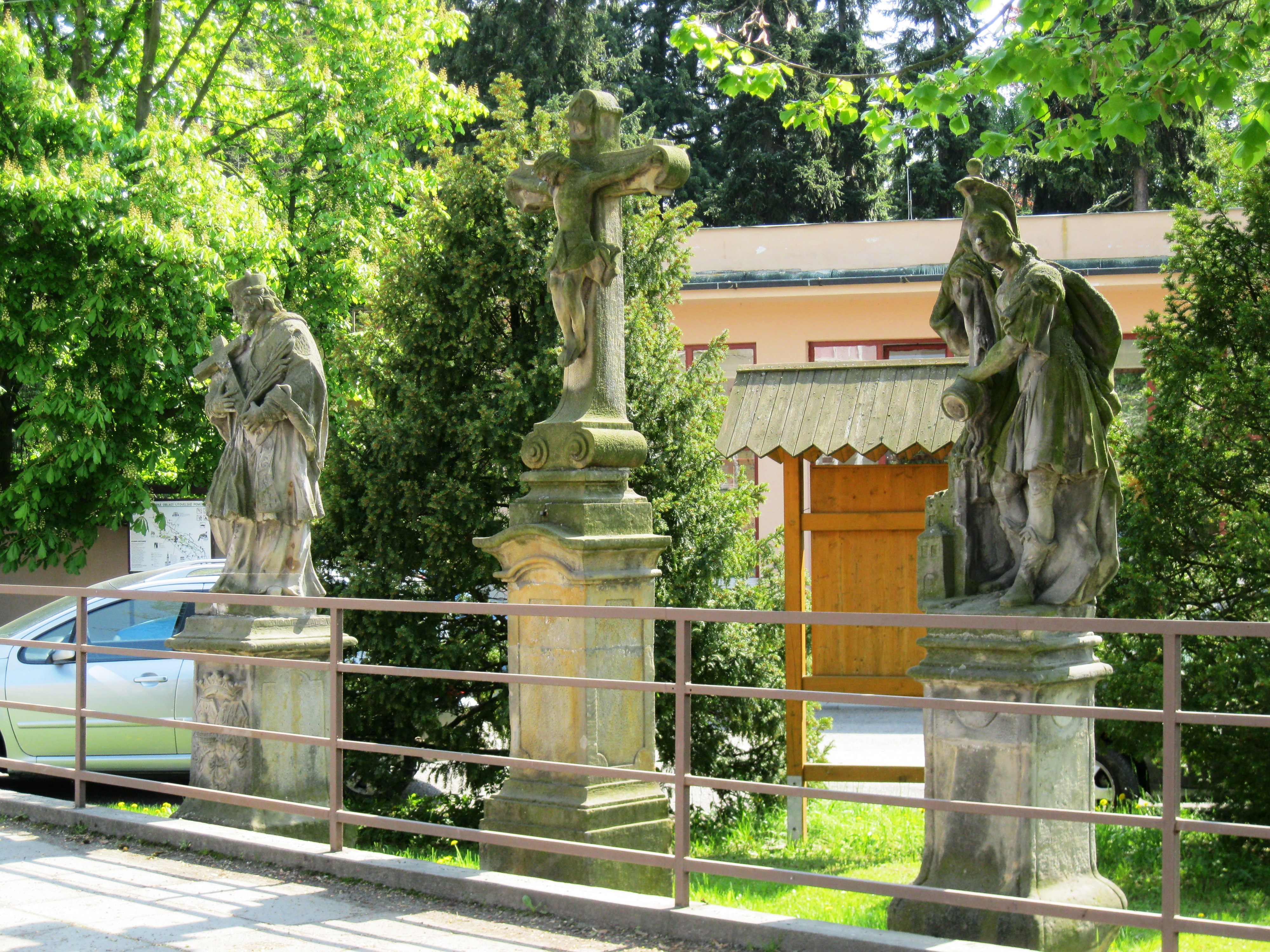
Sochy na návsi
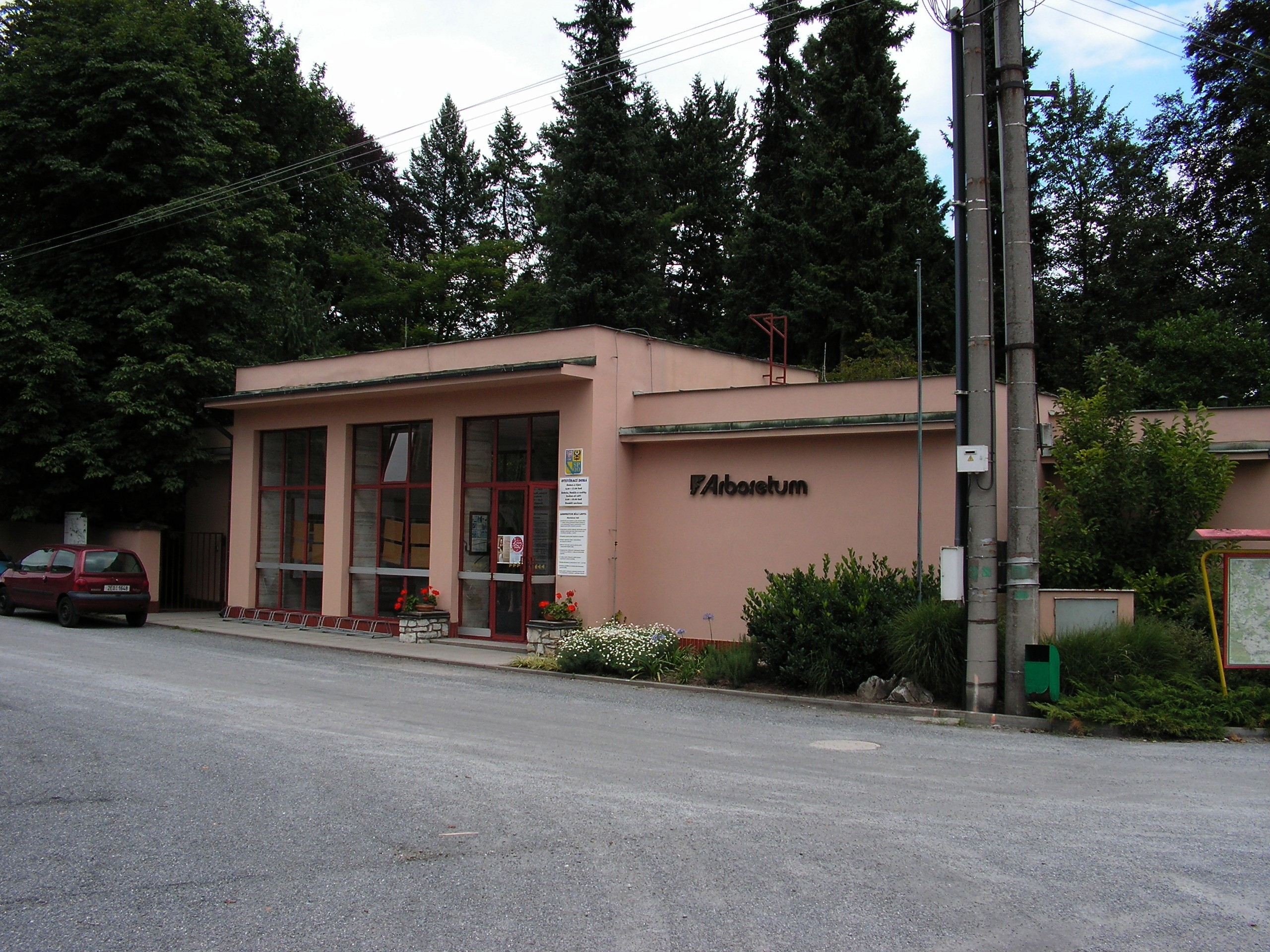
Vchod do arboreta
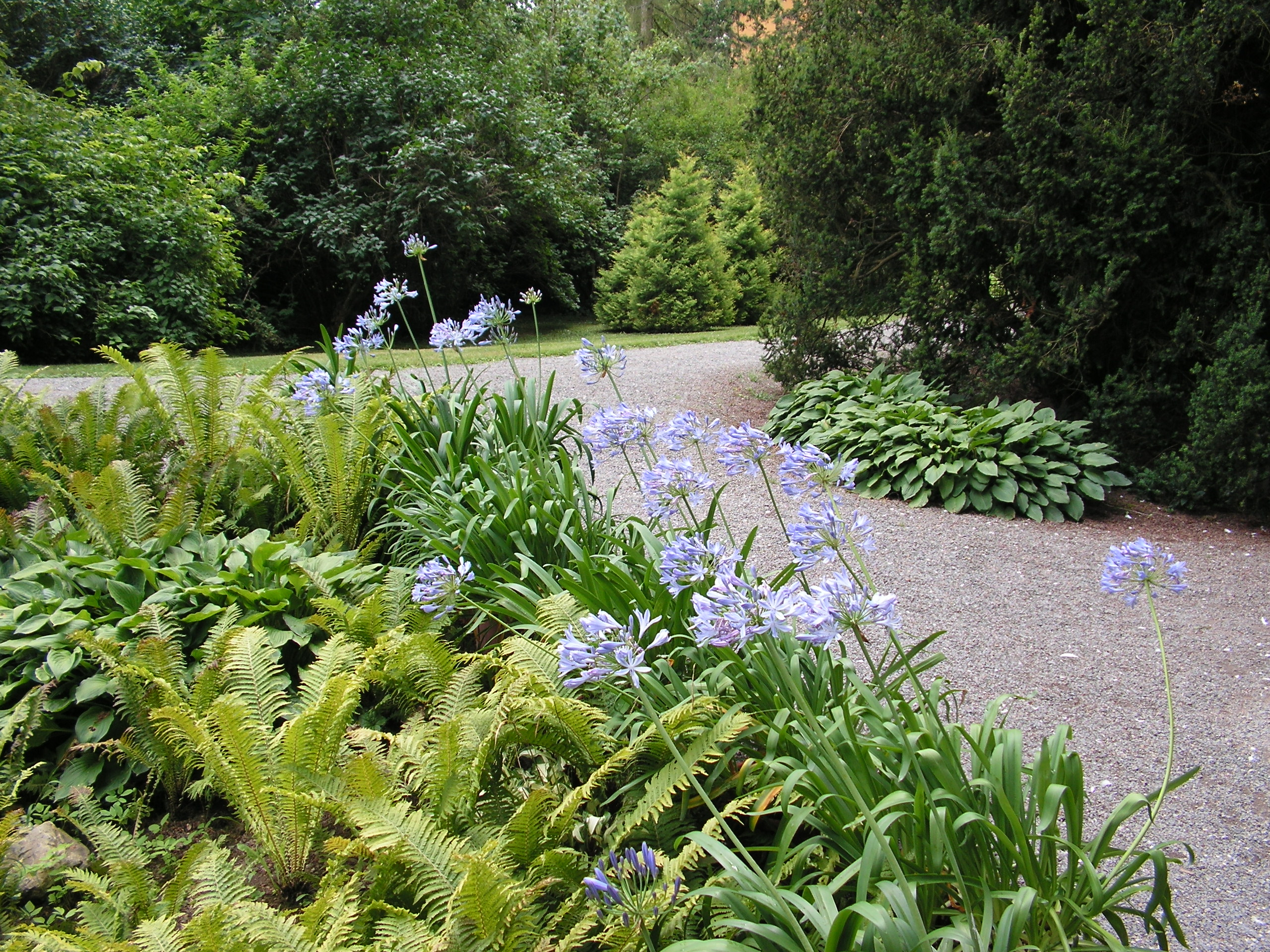
Arboretum